# Jerome P. Horwitz
Jerome Phillip Horwitz (* 16. Januar 1919 in Detroit; † 6. September 2012 in Bloomfield Township, Michigan) war ein US-amerikanischer Chemiker. Er synthetisierte 1964 Azidothymidin (AZT, Internationaler Freiname: Zidovudin), ein Nukleosid-Analogon, das 1987 als erster Wirkstoff zur antiretroviralen Therapie bei Infektionen mit dem Humanen Immundefizienz-Virus (HIV) zugelassen wurde. 1966 folgte die Synthese von Stavudin und 1967 von Zalcitabin.

## Leben
Horwitz studierte an der University of Detroit Chemie und erwarb 1942 einen Bachelor- und 1944 einen Master-Abschluss. An der University of Michigan erhielt er 1948 einen Ph.D. Er war anschließend am Illinois Institute of Technology tätig, bevor er 1956 Forschungen für die Michigan Cancer Foundation (ab 1995 Barbara Ann Karmanos Cancer Institute) aufnahm und Professor an der Medical School der Wayne State University wurde. 2005 trat er in den Ruhestand.
Er war mit Sharon Newman Horwitz verheiratet und Vater von zwei Töchtern.

## Wirken
Auf der Suche nach Wirkstoffen gegen Krebs entwickelte Horwitz 1964 Azidothymidin (AZT, 3'-Azido-3'-desoxythymidin), indem er die Hydroxygruppe des Desoxythymidins durch eine Azidogruppe (–N3) ersetze. Die Substanz wurde im Tierversuch an Krebszellen getestet und stellte sich als unwirksam heraus. In den 1980er Jahren gehörte Azidothymidin zu den Substanzen, deren Wirksamkeit bei Infektionen mit dem Humanen Immundefizienz-Virus (HIV) getestet wurde. 1987 wurde die Substanz als erster Wirkstoff zur antiretroviralen Therapie bei HIV-Infektionen zugelassen. Horwitz und seine Forschungseinrichtung hatten Azidothymidin nicht patentieren lassen und profitierten wirtschaftlich nicht von der klinischen Anwendung.
1966 wurde in der Arbeitsgruppe um Horwitz Stavudin synthetisiert, 1967 Zalcitabin. Beide Substanzen wurden später ebenfalls als Nukleosid-Analogon zur Therapie von HIV-Infektionen zugelassen.